# Sofitel Warsaw Victoria
Sofitel Warsaw Victoria – pięciogwiazdkowy hotel znajdujący się przy ul. Królewskiej 11 w Warszawie.

## Historia
Hotel został zbudowany w latach 1973–1976 przy placu Zwycięstwa (obecnie plac marsz. Józefa Piłsudskiego) przez szwedzką spółkę Skanska Cementgjuteriet na miejscu spalonego w 1944 i rozebranego w 1962 pałacu Kronenberga. Umowę w sprawie budowy hotelu „Lux-Kongresowy“ między szwedzkim przedsiębiorstwem i Przedsiębiorstwem Państwowym Orbis podpisano w grudniu 1973. W czerwcu 1975 w wyniku plebiscytu „Życia Warszawy“, który wygrali państwo Arachanowiczowie z Warszawy, znajdujący się w budowie hotel otrzymał nazwę Victoria, która nawiązywała do ówczesnej nazwy placu (z uwagi na przynależność przez wiele lat do sieci InterContinental pełna jego nazwa brzmiała Victoria Intercontinental). Od 2001 hotel należy do sieci Sofitel.
Hotel był dziełem polsko-szwedzkiego zespołu architektów w składzie: Zbigniew Pawelski, Leszek Sołonowicz, Andrzej Dzierżawski, Derek Fraser, Kurt Hultin i Stanisław Kaim. Budynek powstał z białego betonu i został wyposażony w okna ze szkłem refleksyjnym w miedzianozłotym odcieniu oraz w drzwi automatyczne. 
1 sierpnia 1981 w hotelu doszło do próby zabójstwa Palestyńczyka Abu Daouda (przydomek Mohammeda Oudeh Dauda) podejrzewanego przez Mosad o udział w zamachach w Monachium, który zajmował apartament prezydencki. 16 stycznia 1986 w hotelu rozpoczął obrady Kongres Intelektualistów w Obronie Pokojowej Przyszłości Świata z udziałem przedstawicieli 50 państw.
W listopadzie 1987 na budynku hotelu zainstalowano antenę umożliwiającą odbiór telewizji satelitarnej.
We wrześniu 1989 w hotelu otwarto pierwsze po 1945 kasyno w Warszawie. Wstęp był bezpłatny, jednak gra była możliwa wyłącznie za dewizy.
Hotel oferuje 368 pokoi, w tym 75 typu luxury i 33 apartamenty.

## W kulturze masowej
- Hotel pojawia się w wielu filmach i serialach okresu PRL (m.in. 07 zgłoś się, Co mi zrobisz jak mnie złapiesz, Kingsajz, Koty to dranie, Miś, Piłkarski poker, Wielka majówka, Wielki Szu[12], Zmiennicy[13], a także Kogel-mogel[14]); hotel kilkakrotnie zagrał również w serialu kryminalnym Ekstradycja[15]
- Hotelu Victoria dotyczy treść przeboju Hotel twoich snów zespołu Kombi[16]